# Franco Bottari
Pour les articles homonymes, voir Bottari.
Franco Bottari est un réalisateur, chef décorateur et scénariste italien né en 1925 à Caserte.

## Filmographie partielle

### Réalisateur et scénariste
- 1973 : 24 ore... non un minuto di più
- 1978 : Chevauchées perverses
- 1979 : La Vedova del trullo

### Comme scénariste
- 1968 : Le Sadique de la treizième heure (Nude... si muore) d'Antonio Margheriti
- 1975 : Labbra di lurido blu de Giulio Petroni
- 1975 : Ondata di piacere de Ruggero Deodato
- 1976 : Section de choc (Quelli della calibro 38) de Massimo Dallamano
- 1978 : Il commissario Verrazzano de Francesco Prosperi

### Comme décorateur
- 1964 : Les Conséquences (Le conseguenze) de Sergio Capogna
- 1966 : Lutring... réveille-toi et meurs
- 1967 : La mort était au rendez-vous
- 1968 : Black Jesus
- 1968 : Chacun pour soi
- 1968 : La Pecora nera
- 1968 : Pas de pitié pour les salopards
- 1969 : Amarsi male
- 1969 : Dove vai tutta nuda? de Pasquale Festa Campanile
- 1969 : Il prof. dott. Guido Tersilli primario della clinica Villa Celeste convenzionata con le mutue
- 1969 : La Jeunesse du massacre
- 1969 : Senza sapere niente di lei
- 1969 : Un amour à trois
- 1969 : Un tueur nommé Luke
- 1970 : Paranoia
- 1972 : La gatta in calore
- 1973 : Tutti figli di Mammasantissima
- 1974 : La prova d'amore
- 1975 : La bête tue de sang-froid
- 1975 : Ondata di piacere de Ruggero Deodato
- 1976 : Deux Flics à abattre (Uomini si nasce poliziotti si muore) de Ruggero Deodato
- 1976 : Section de choc (Quelli della calibro 38) de Massimo Dallamano
- 1979 : Sans peur et sans culotte (El periscopio) de José Ramón Larraz
- 1980 : La cameriera seduce i villeggianti